# Lycidola beltii
Lycidola beltii là một loài bọ cánh cứng trong họ Cerambycidae.